# Ichoria quadrigutta
Ichoria quadrigutta là một loài bướm đêm thuộc phân họ Arctiinae, họ Erebidae.